# Ổi (thực vật)
Ổi (tên khoa học Psidium guajava) là một loài thực vật cây bụi thường xanh, nhỏ có nguồn gốc từ Caribe, Trung Mỹ và Nam Mỹ. Cây thường dễ dàng được côn trùng thụ phấn. Khi được trồng, cây được thụ phấn chủ yếu nhờ loài ong mật phương Tây (Apis mellifera). Đây là loài ổi phổ biến nhất, quen thuộc nhất và được ăn nhiều nhất. Hầu hết các giống ổi trồng trên thế giới được nhân giống, lai tạo ra từ loài này.

## Mô tả

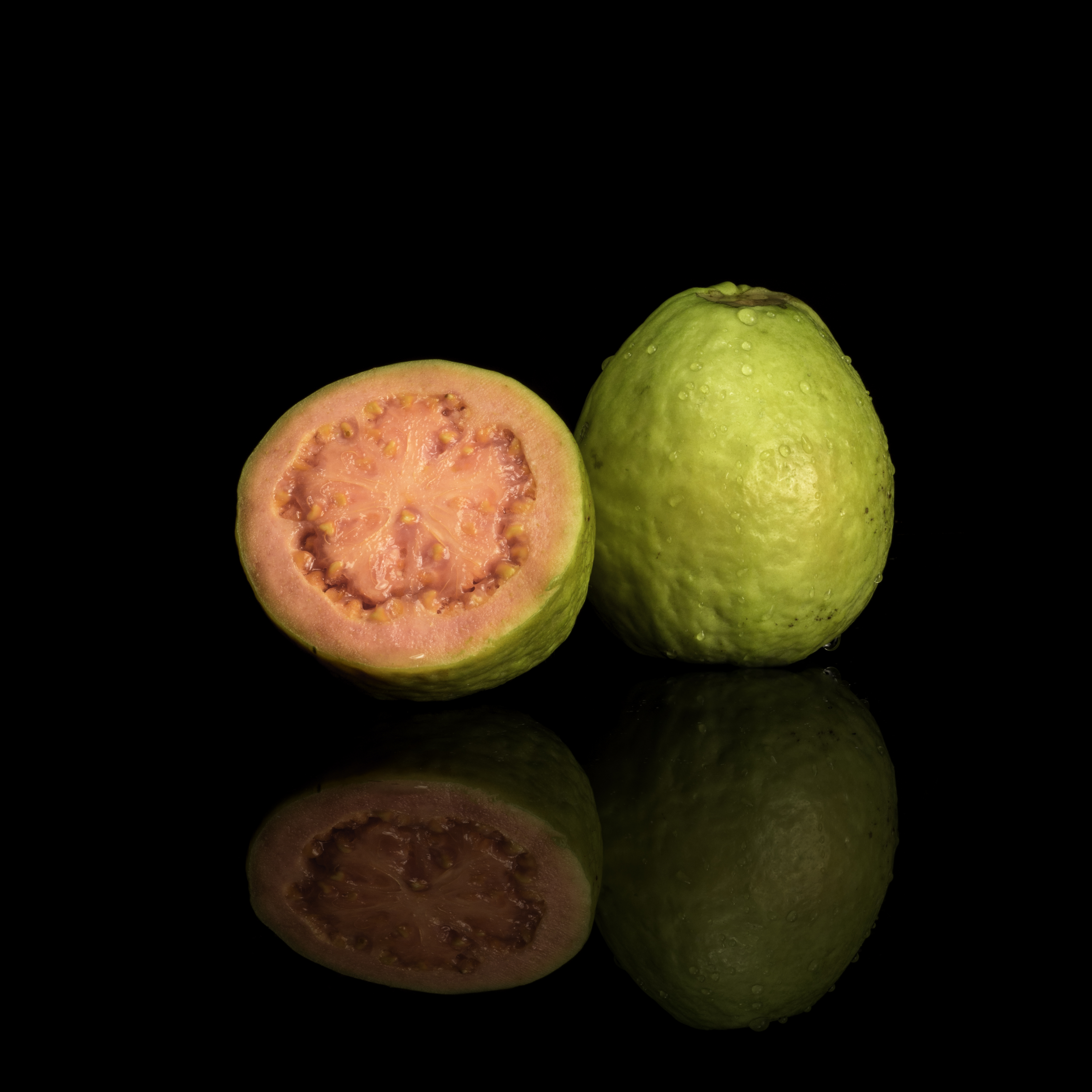
Quả ổi ruột đỏ

Cây ổi thuộc dạng cây bụi hoặc cây gỗ nhỏ có rễ nông, cao khoảng 10 m, phân nhánh từ gốc và thường tạo ra các chồi. Đường kính thân tối đa 30 cm. Vỏ nhẵn, màu từ xanh đến nâu đỏ, bong ra thành từng mảng mỏng. Cành non có 4 góc và có lông tơ. Lá mọc đối nhau. Cuống lá dài 3–10 mm. Phiến lá hình elip đến thuôn dài, kích thước 5–15 x 3–7 cm. Mặt trên nhẵn, mặt dưới có lông mịn, gân nổi rõ ở mặt dưới.

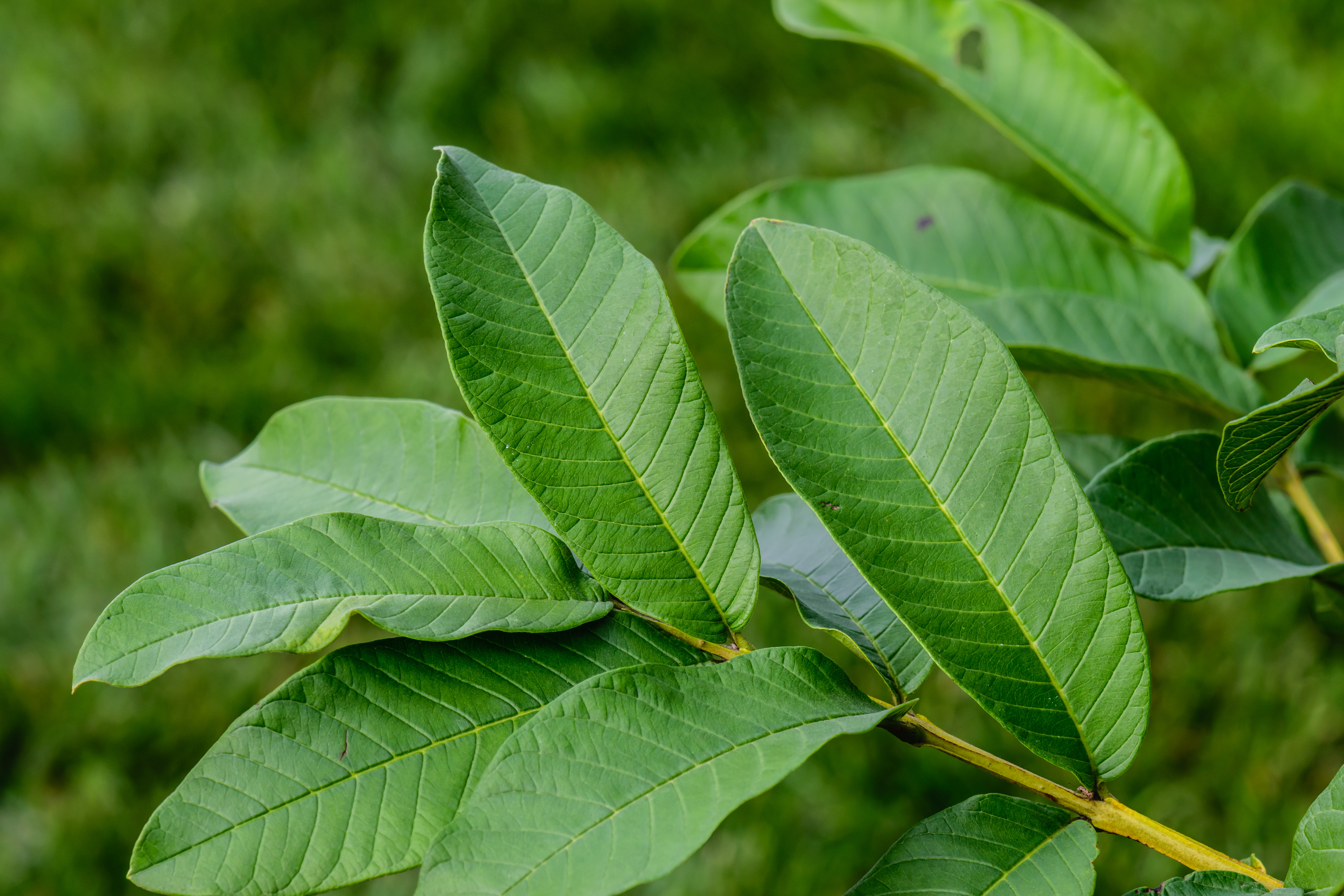
Lá ổi

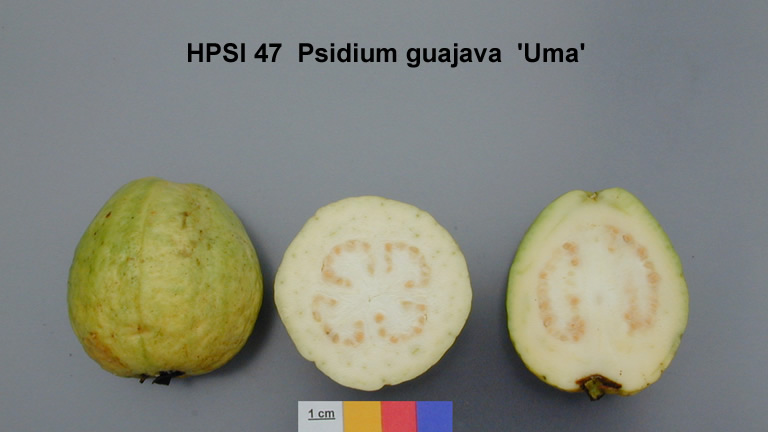
Quả ổi và mặt cắt

Hoa đơn độc hoặc mọc thành chùm từ 2 đến 3 hoa ở nách lá, đường kính khoảng 3 cm. Khoảng bốn đến sáu thùy đài, dài 1–1,5 cm, không đều. Cánh hoa từ 4 đến 5, màu trắng, dài 1–2 cm. Nhị hoa nhiều, dài 1–2 cm; bầu nhụy 4–5 ngăn; kiểu dáng dài 1,5–2 cm, có đầu nhụy.
Quả dạng quả mọng, hình cầu, hình trứng hoặc hình quả lê, dài 4–12 cm, phía trên có các thùy đài không rụng. Vỏ ngoài có màu từ xanh đến vàng. Thịt quả giữa có màu trắng, vàng, hồng hoặc đỏ tùy theo giống. Vị từ chua đến ngọt, thơm. Hạt nhiều, màu vàng, có xương, hình thận, dài 3–5 mm, nằm trong cùi màu hồng hoặc trắng. Số lượng hạt thường dao động từ 112 đến 535.

## Sinh thái
Ổi có nguồn gốc từ vùng nhiệt đới, nhưng cây có thể ra quả ở khu vực cận nhiệt đới. Do khả năng thích ứng này, cây sinh sống được ở nhiều nơi trên thế giới và đôi khi được xem là cây dại xâm lấn. Sinh cảnh xâm lấn của ổi gồm có rừng và bìa rừng, đồng cỏ và bãi cỏ cũng như môi trường sống ven sông.
Trong điều kiện tốt, ổi có thể ra hoa trong vòng 2 năm đầu. Cây đạt năng suất tối đa sau 5–8 năm, tùy thuộc vào điều kiện sinh trưởng và khoảng cách. Ổi sống được khoảng 40 năm, nhưng cây có thể ra quả nhiều trong 15–25 năm.
Ổi phát triển mạnh ở cả vùng khí hậu ẩm và khô ở độ cao 0–1500 m (hoặc lên tới 2100 m ở một số vùng). Ổi đạt năng suất tối ưu ở những vùng có nhiệt độ trung bình từ 23–28°C và lượng mưa hàng năm đều 1000–2000 mm. Cây ổi không chịu được rét. Khi nhiệt độ xuống khoảng −2 °C, cả cây lớn cũng chết. Ngược lại, ổi chịu được nhiệt cao ở sa mạc nếu đủ nước. Khi nhiệt độ khoảng dưới 18–20 °C, cây sẽ cho quả bé, phát triển chậm chất lượng kém.

## Giống ổi trồng

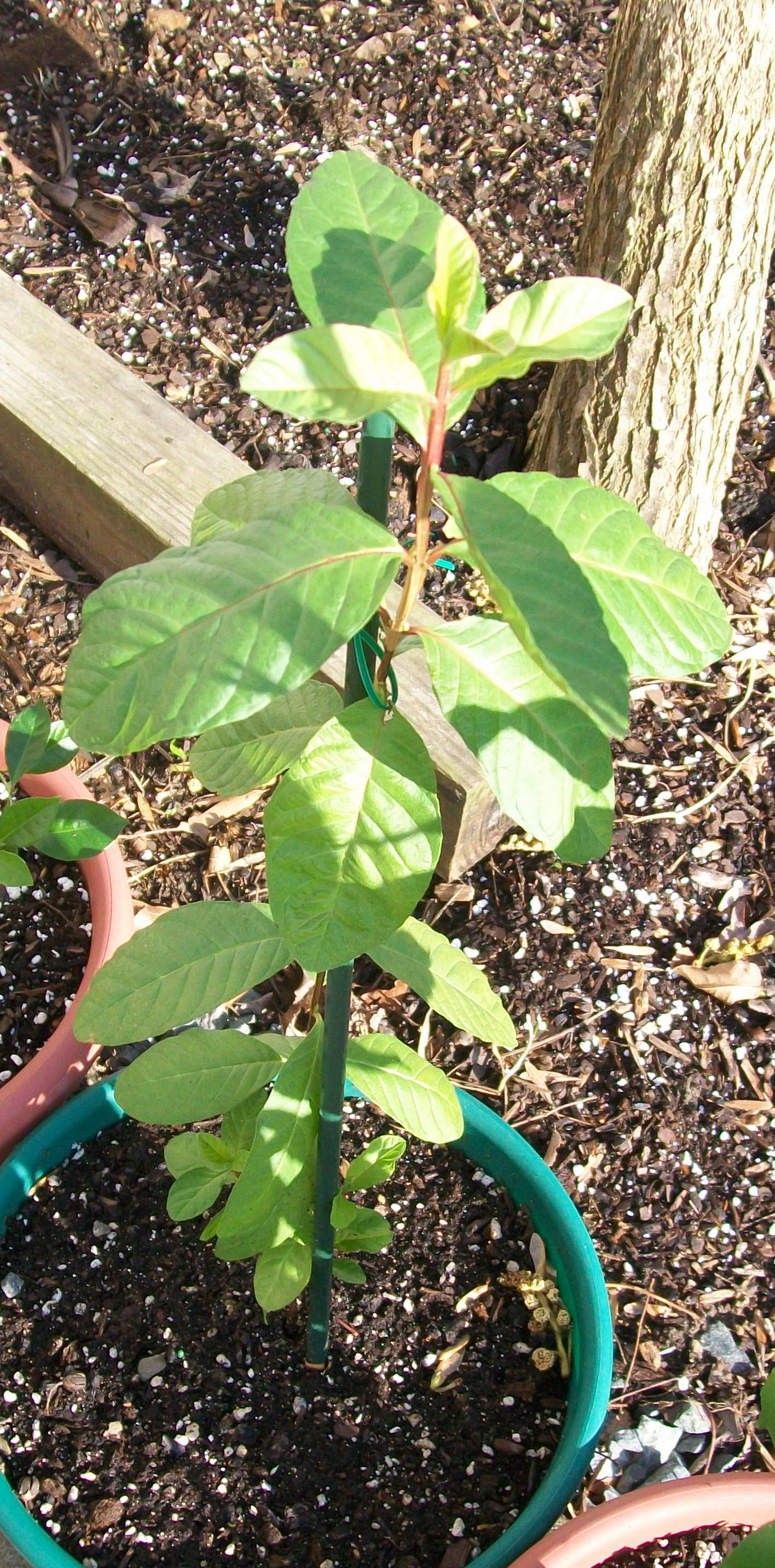
Cây ổi nhân giống trồng trọt, 14 tháng

## Lịch sử và phân bố

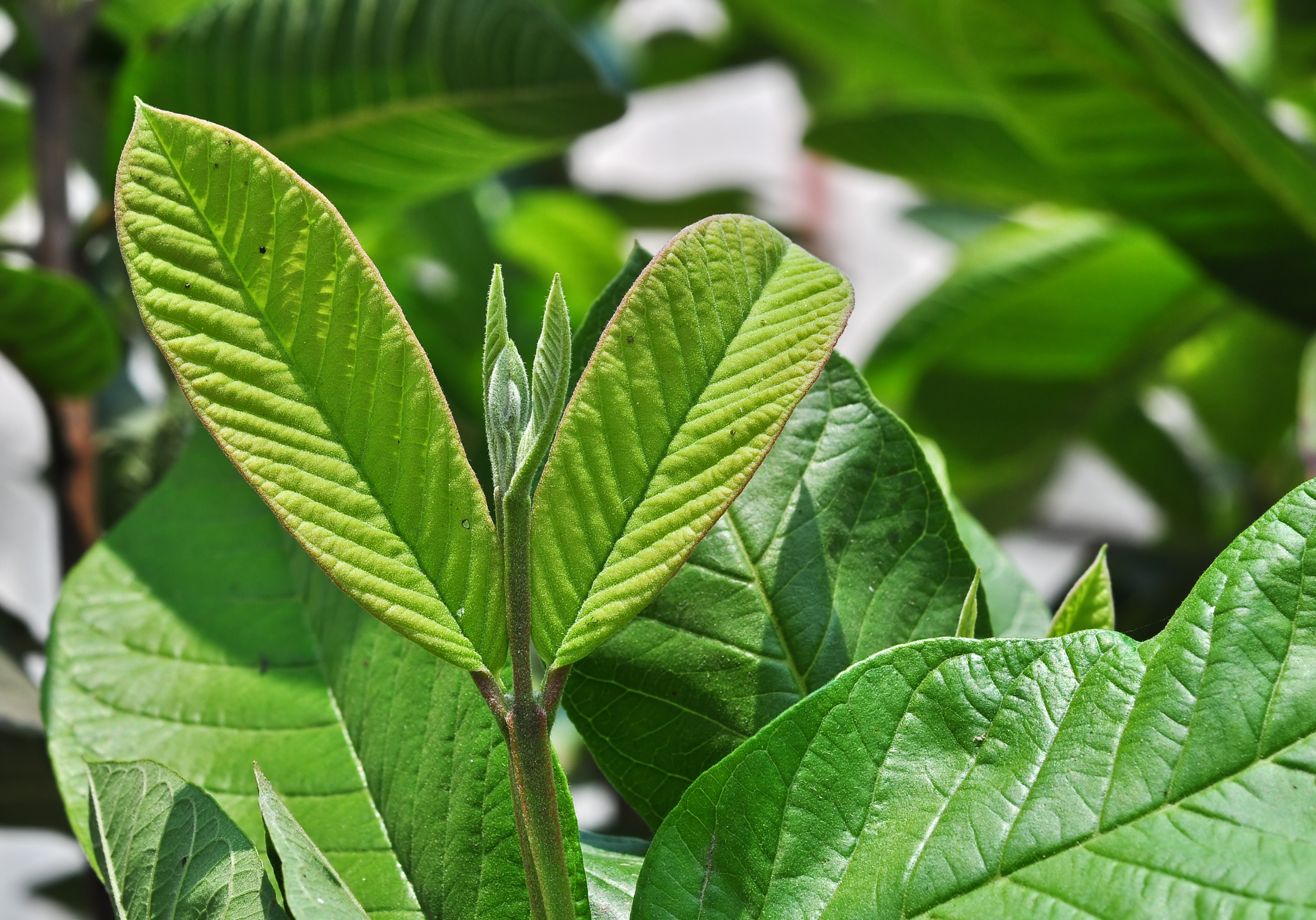
Chồi lá ổi